# We’ll Meet Again
«We’ll Meet Again» (с англ. — «Мы встретимся снова») — песня, написанная в 1939 году британцами Россом Паркером (наст. имя — Альберт Ростон Паркер), Хью Чарльзом, и исполненная Верой Линн. Песня, проникнутая грустным оптимизмом, является одной из самых известных мелодий времён Второй Мировой войны, наряду с «Лили Марлен» немецкой певицы Лале Андерсен и J’attendrai французской певицы Рины Кетти. Во времена Холодной войны песня «We’ll Meet Again» была включена в пакет музыкальных программ, которые должны были вещаться в бомбоубежищах в случае ядерной атаки.

## Аранжировки
- Джаз-оркестр Бенни Гудмана исполнил эту песню с Пегги Ли в 1942 году.
- The Ink Spots исполнили песню в 1949 году.
- The Byrds записали эту песню в качестве заключительной в своём дебютном альбоме Mr. Tambourine Man в 1965 году. Идея к ним пришла после использования оригинала песни в титрах фильма «Доктор Стрейнджлав, или Как я перестал бояться и полюбил бомбу», вышедшего в 1964 году.
- The Turtles записали кавер-версию песни в своем альбоме 1965 года It Ain’t Me Babe, в следующем году исполнили песню в шоу Ллойда Текстона, подростковом танцевальном шоу в Лос-Анджелесе.
- В 1972 году Пи Джей Проби записал крунерскую версию песни. Она стала заключительным синглом, выпущенным EMI Group в рамках контракта с Проби.
- Джим Капалди записал небольшой фрагмент песни в 1974 году, она появилась скрытым треком на его альбоме Whale Meat Again.
- Род Стюарт и группа The Faces могли исполнять эту песню а капелла в заключение большинства своих концертных выступлений в 1971—1974 гг.
- Концертная версия в исполнении Барри Манилоу вышла на его альбоме 1982 года Barry Live in Britain.
- Джо Генри записал песню в 1999 году для альбома Fuse.
- Джонни Кэш записал песню для альбома American IV: The Man Comes Around, выпущенного в 2002 году. Песня завершала альбом, который оказался последним, выпущенным при жизни артиста. После смерти Джонни Кэша осенью 2003 года семья и друзья исполнили «We’ll Meet Again» в финале телепередачи, посвящённой жизни певца.
- Меццо-сопрано Кэтрин Дженкинс исполнила эту песню вместе с первой исполнительницей Верой Линн в Лондоне в 60-ю годовщину Дня победы в Европе в 2005 году и сохранила её в своём репертуаре.

## Использование в популярной культуре
- В культовом фильме Стэнли Кубрика «Доктор Стрейнджлав, или как я перестал бояться и полюбил бомбу» (1964) песня звучит на протяжении всех финальных титров.
- Pink Floyd сделали отсылку к песне, а также к самой Вере Линн в своей песне «Vera[англ.]», вышедшей на альбоме «The Wall»: «Does anybody here remember Vera Lynn? / Remember how she said that we would meet again some sunny day?». Короткий фрагмент «We’ll Meet Again» может быть услышан в начале первой песни с концертного альбома «Is There Anybody Out There? The Wall Live 1980–81».
- В конце последнего эпизода мультсериала «Фриказоид!» все герои поют песню в Голливуд-боул.
- Джим Китс поёт песню в финальных сериях телесериала «Прах к праху».
- В Нидерландах эта песня по традиции завершает амстердамский концерт к Дню освобождения (5 мая), посвященный окончанию Второй мировой войны. Под звуки We’ll Meet Again прогулочный катер уносит бывшую королеву Нидерландов и нынешнюю принцессу Беатрикс, машущую публике в знак прощания, по реке Амстел.
- В эпизоде «Симпсонов» Sideshow Bob’s Last Gleaming Сайдшоу Боб насвистывает песню во время установки ядерной бомбы времён Холодной войны. Песня также звучала в конце эпизода At Long Last Leave.
- Песня прозвучала в двух эпизодах (142, 143) сериала «Касл». Эта песня стала своеобразным музыкальным посланием серийного убийцы 3ХК — Джерри Тайсона детективу полиции Нью-Йорка Кейт Беккет.
- Версия Джонни Кэш прозвучала а в начале фильма «Безумцы», вышедшего в 2010 году.
- Во время своего последнего радиошоу (2011), ведущая NPR Лиана Хансен процитировала песню в качестве прощания со слушателями[1].
- Немецкая актриса Франка Потенте спела песню в телефильме 2011 года «Крушение „Лаконии“» (2011).
- В фильме The Muppets Go to the Movies[англ.] главные герои вместе с Дадли Муром и Лили Томлин поют песню в конце.
- Часть песни играет в конце эпизода «A Big Piece of Garbage» мультсериала Футурама.
- Песня играет на аттракционе Twilight Zone Tower of Terror[англ.] в некоторых Дисней-парках.
- В честь песни получил название четвёртый эпизод пятого сезона телесериала «Настоящая кровь» We’ll Meet Again. Также кавер-версия песни прозвучала в финальных титрах.
- В игре Battlefield 4 присутствует испытание We’ll Meet Again, для выполнения которого требуется запустить 100 крылатых ракет.
- В мультсериале Gravity Falls в предпоследнем эпизоде второго сезона Билл Сайфер поет часть песни, подыгрывая себе на фортепиано. Также в честь юбилея мультфильма Алекс Хирш опубликовал песню[2] в исполнении некоторых персонажей, которых он озвучивал (в частности и Билла Сайфера).
- В компьютерной игре Far Cry 5, песня звучит на протяжении титров, после прохождения основной сюжетной линии.
- В конце 4 эпизода 3 сезона научно-фантастического сериала Очень странные дела.
- В эпизоде Les grandes Grandes Vacances "Tombé du ciel" полковник Дуглас и Гастон поют небольшой отрывок. Также, в конце той же серии, его можно услышать в исполнении команды "Робинзонов".
- В конце 5 эпизода мини-сериала "Уловка 22" (2019)
- В сериале Fallout (2024) песня звучит в ядерном убежище.